# Defoe (Virginia Occidental)
Defoe es un área no incorporada ubicada en el condado de Webster (Virginia Occidental), Estados Unidos. Está registrada en el Servicio Geológico de Estados Unidos con fecha de entrada del 11 de marzo de 1997.
El número de identificación asignado por el Sistema de Información de Nombres Geográficos es 1727846.

## Geografía
Se encuentra a una altitud de 426 m s. n. m. (1398 pies) según el Servicio Geológico.